# Arcus Novus

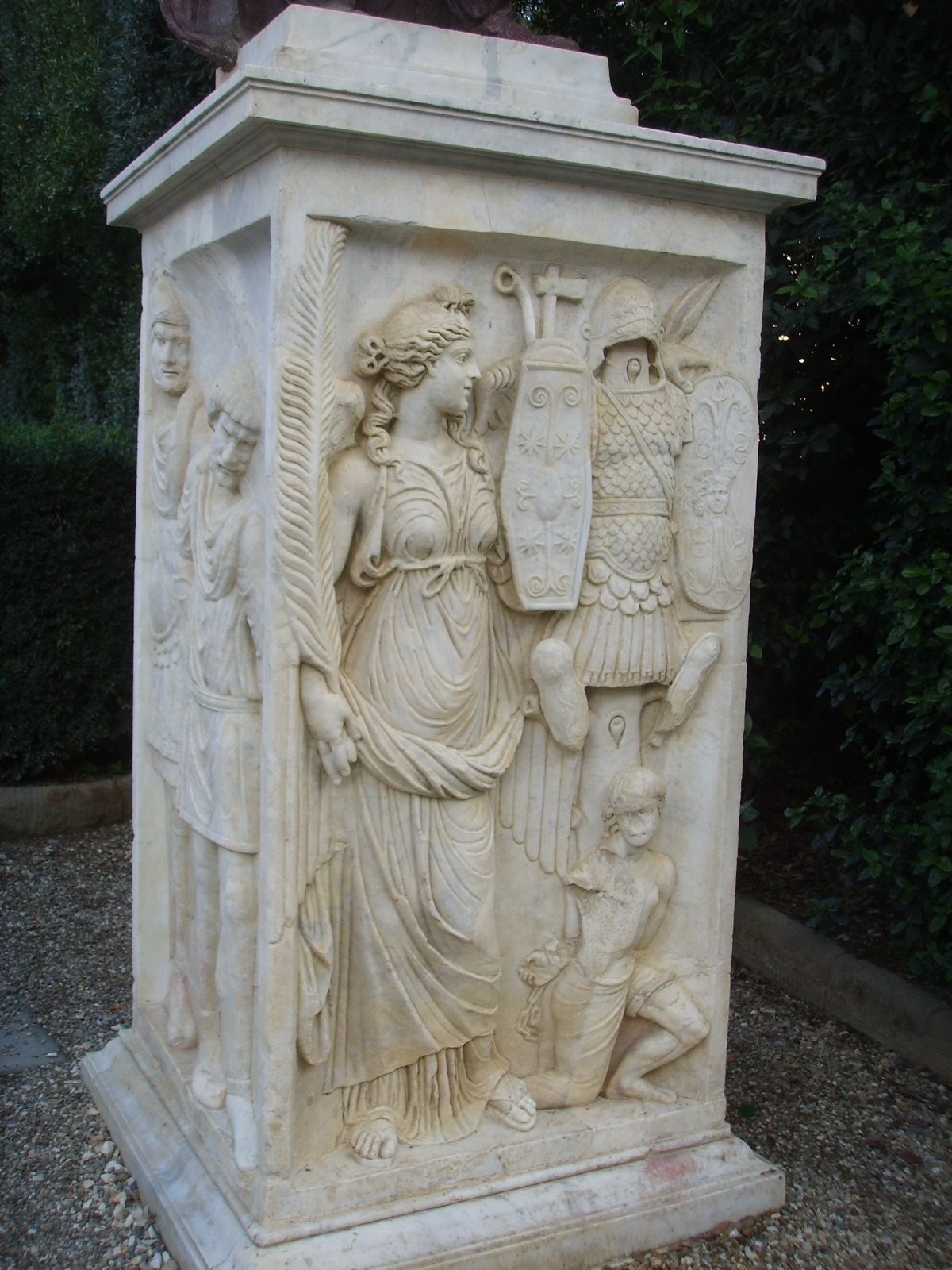
Base con Vittorie, dioscuri e barbari prigionieri al Giardino di Boboli, Firenze, forse proveniente dall'Arco Nuovo o forse dal vicino Tempio del Sole

L'Arcus Novus era un antico arco di Roma, situato sulla via Lata (attuale via del Corso), probabilmente eretto in onore degli imperatori Diocleziano e Massimiano. Fu eretto nel 293 e demolito nel 1491 durante i lavori di ingrandimento dell'adiacente basilica di Santa Maria in Via Lata.

## Storia e descrizione
L'arco fu eretto nel 293 e dedicato a Diocleziano e Massimiano per i loro decennalia, la celebrazione dei primi anni di regno. Il nome «Arco Nuovo» deriva probabilmente dal voluto collegamento con il precedente arco di Claudio, che sorgeva poco distante sulla stessa via.
L'arco era decorato di rilievi reimpiegati da un grande altare di epoca giulio-claudia (probabilmente l'ara Pietatis), mentre due piedistalli di colonne decorati con Vittorie, barbari prigionieri e i Dioscuri provenivano forse dalla facciata del vicino tempio del Sole di Aureliano.
L'arco venne distrutto nel 1491 per ordine di papa Innocenzo VIII per favorire l'ingrandimento della basilica di Santa Maria in Via Lata.
Frammenti dei rilievi furono rinvenuti nel 1523 e passarono alla collezione Della Valle e quindi alla collezione Medici: i due piedistalli furono utilizzati nei Giardino di Boboli a Firenze, mentre gli altri frammenti (di epoca antoniniana) furono riadoperati da Diocleziano e poi finiti nella facciata posteriore di Villa Medici a Roma. Altri frammenti dei rilievi dell'altare furono rinvenuti in scavi del 1923-1933 e sono attualmente conservati nella sede della Centrale Montemartini dei Musei Capitolini.

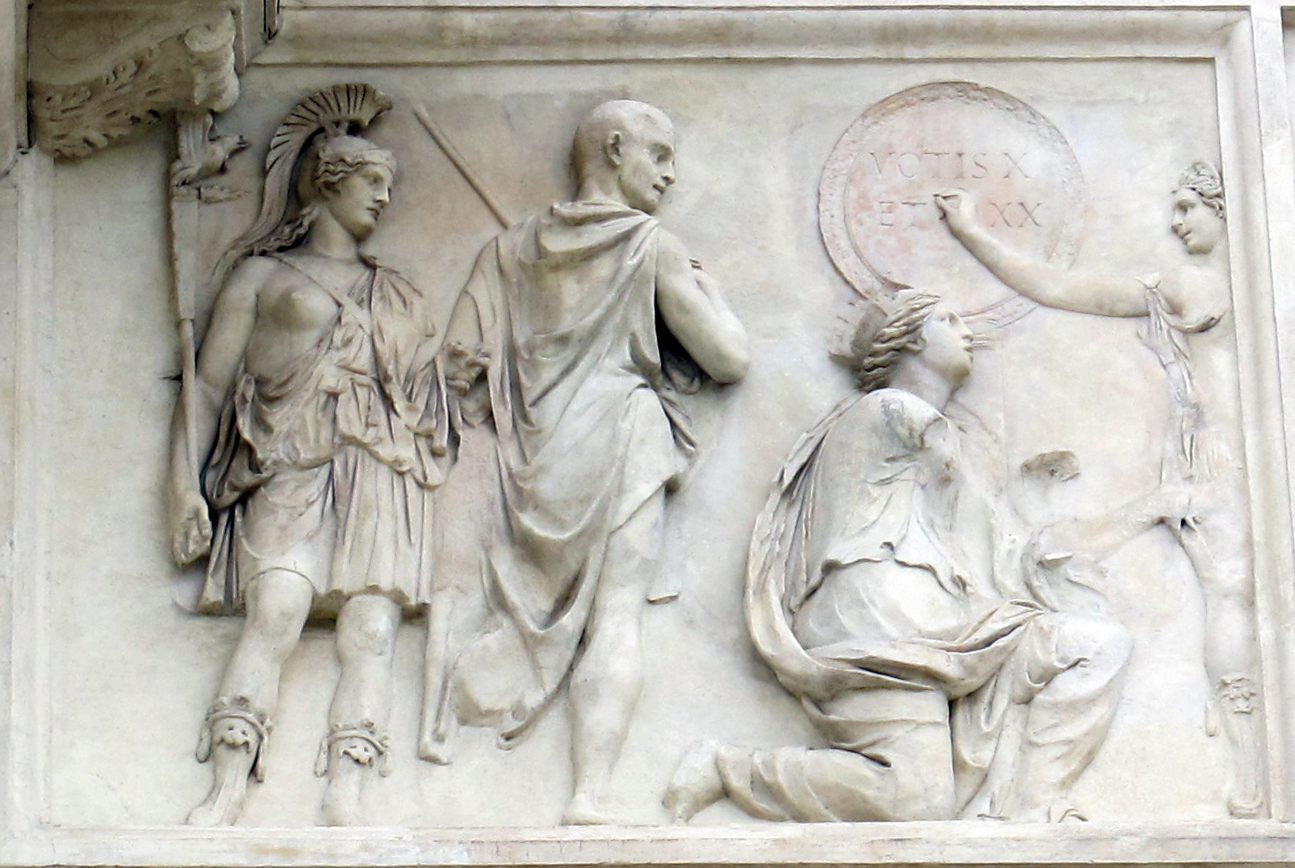
Personificazione di una stirpe barbara (sinistra). La scritta VOTIS X ET XX incisa da Venere genitrice in occasione della celebrazione dei decennalia e come auspicio per i vicennalia.
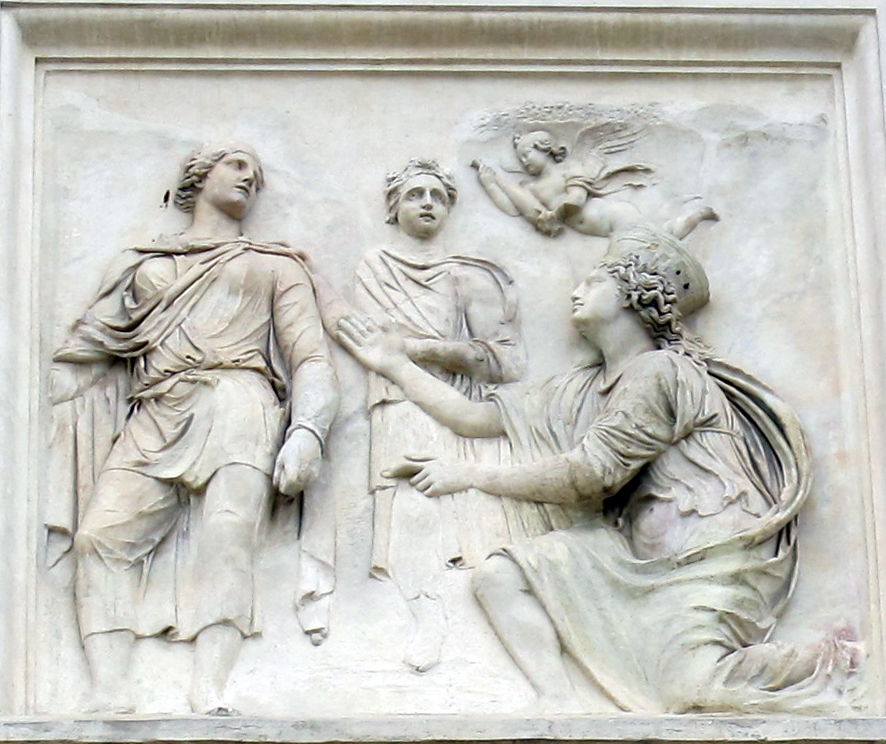
Personificazione di Tychai di città inginocchiate (sotto), sormontate da Erote (Villa Medici a Roma).

| Planimetria del Campo Marzio centrale |
| --- |
| Terme di Nerone Stadio di Domiziano Pantheon Basilica di Nettuno Terme di Agrippa Stagnum ? Odeon di Domiziano Insulae d'epoca adrianea Magazzini ? Magazzini ? Magazzini ? Saepta Iulia Diribitorium Porticus Divorum Aqua Virgo Arco di Claudio Porticus Vipsania Caserma della I coorte dei Vigiles Iseum Tempio di Minerva Calcidica Ara di Marte Via Flaminia Via Flaminia Tempio di Adriano Tempio di Matidia Teatro di Pompeo Templi di Largo Argentina Portico di Minucio Colonna di Marco Aurelio T. di M.Aurelio e Faustina (?) Arco di M.Aurelio (?) Colonna di Antonino Pio Ustrino di Faustina maggiore Ustrino di Faustina minore Via Recta Portico e tempio del Bonus Eventus Portico di Pompeo Arcus Novus Portico di Meleagro Portico degli Argonauti Piazza della Rotonda Villa Publica |